# Betley
Betley – wieś w Anglii, w hrabstwie Staffordshire, w dystrykcie Newcastle-under-Lyme. Leży 31 km na północny zachód od miasta Stafford i 228 km na północny zachód od Londynu. W 2001 miejscowość liczyła 921 mieszkańców.